# 6e régiment d'artillerie (France)
Pour les articles homonymes, voir 6e régiment.
Le 6e régiment d'artillerie (6e RA) était un régiment d'artillerie de l'Armée de terre française créé sous la Révolution à partir du régiment d'Auxonne artillerie un régiment français d'Ancien Régime.
Il était basé dans les années 1970 au Quartier Guyon-Gellin de Hettange-Grande, puis à Chaumont au Quartier Foch, et à Phalsbourg jusqu'à sa dissolution en 1993.

## Création et différentes dénominations
- 1791 : 6e régiment d'artillerie.
- 1794 : 6e régiment d'artillerie à pied.
- 1815 : Licencié
- 1816 : Régiment d'artillerie à pied de Douai
- 1820 : 6e régiment d'artillerie à pied
- 1829 : 6e régiment d'artillerie
- 1854 : Dissous
- 1867 : 6e régiment d'artillerie monté
- 1872 : 6e régiment d'artillerie
- 1914 : 6e régiment d'artillerie de campagne
- 1924 : Dissous
- 1939 : 6e régiment d'artillerie nord-africaine
- 1940 : Dissous
- 1970 : 6e groupe de repérage
- 1976 : 6e régiment d'artillerie
- 1993 : Dissous (fusionne dans le 7e RA)

## Colonels et chefs de corps
- 1er avril 1791 : François Charles de Quiefdeville de Belmesnil
- 1er novembre 1792 : Charles François Daniel Dutot
- 1792 : N. Montperreux
- 13 avril 1793 : Charles de Bonvoust
- 1797 : Claude Martraire
- 26 décembre 1801 : Jacques Bardenet
- 8 juin 1802 : Alexandre-Antoine Hureau de Sénarmont
- 11 août 1806 : Jean Edmond Filhol de Camas
- 1er août 1811 : Albert Laurent[1]
- 15 mars 1812 : Robert Marilhac[2]
- 20 mars 1813 : Marie Claude Bernard Verrier
- 8 janvier 1814 : Baron Jacques Louis Hulot
- 19 juillet 1823 : Martin Etchegoyen
- 21 janvier 1831 : Victor Joseph Guidonnet
- 10 juillet 1838 : Nicolas Louis Raoul
- 21 juillet 1845 : Joseph Souiller
- 17 juillet 1849 : François Etienne Larchey[3]
- 11 novembre 1851 : François Braive
- 24 mars 1860 : vicomte Urbain Thadée de La Queuille
- 16 mars 1861 : Charles Malherbe
- 1er mai 1866 : Wallerand Léonce Alcée Lagroy de Croutte de Saint-Martin
- 19 août 1868 : Pierre Marion
- 16 avril 1871 : François Félix Jules Grouvel[4] ;

## Historique des garnisons, combats et bataille du6erégiment d'artillerie

### Révolution et Empire
La Révolution supprime les dénominations de l'ancien régime, les régiments sont numérotés. Le no 6 est attribué au régiment d'Auxonne artillerie, en fonction de son ancienneté.

Devenu « 6e régiment d'artillerie » en 1791, 3 compagnies 1/2 quittèrent Metz, en avril 1792, pour rallier l'armée des Ardennes. D'autres compagnies entrèrent dans la composition de l'armée du Centre. Toutes les compagnies qui n'étaient pas attachées à des places jouèrent donc un rôle à la canonnade de Valmy et à la bataille de Jemappes. Trois compagnies comprises dans les capitulations de Verdun et de Longwy avaient eu les honneurs de la guerre et étaient rentrées à Metz.
En 1793, le dépôt est transporté à Douai. Les compagnies étaient cette année dispersées aux armées du Nord, Armée de Belgique, de la Moselle, des Pyrénées-Orientales et de la Vendée, et dans les places de la Flandre.

Ainsi, les compagnies se trouvent engagées en 1793 à la bataille de Neerwinden, aux sièges de Condé et de Nieuport, aux batailles de Hondschoote et de Wattignies, au siège de Valenciennes, et au combat de Bouxviller.
En 1794, les compagnies affectées à l'armée du Nord se trouvent aux batailles de Limbourg et de Fleurus tandis que les compagnies affectées à l'armée de Sambre-et-Meuse sont engagées à la bataille d'Aldenhoven, aux sièges de l'Ecluse, de du Quesnoy, de Namur, de Bois-le-Duc, de Graves et de Maastricht.
Fin juin 1795, les 1er et 3e bataillons la 38e demi-brigade, le 3e bataillon de la 128e demi-brigade, les 2e et 3e bataillons de la 176e demi-brigade, le 7e bataillon de volontaires de l'Yonne, le 3e régiment de dragons, le 21e régiment de chasseurs à cheval, la 27e division de gendarmerie  et des détachements des 2e, 3e et 6e régiments d'artillerie sont camp de Marly sous le ordres du général Baraguey d'Hilliers commandant de l'armée de Paris.
En 1796, il participe à la bataille de Wurtzbourg et en 1797 à celle de Neuwied.
En 1798, il rejoint l'armée d'Italie et l'année suivante l'armée de Batavie avec laquelle il assiste aux batailles de Bergen, d'Alkmaar et de Castricum.
En 1799, il se trouve à la bataille de Stockach.
En 1800, affecté à l'armée de Réserve, le régiment est engagé dans la campagne d'Italie et il se distingue lors de la prise du fort de Bard puis à la bataille de Marengo.
Au commencement de 1801, quand le dépôt fut envoyé à Rennes, le 6e régiment avait des compagnies cantonnées dans la Flandre maritime, à Luxembourg, à Malte et à Cherbourg. Quatre compagnies tenaient garnison à Paris. La 15e compagnie, après avoir été retenue captive pendant 22 mois à Alger, arriva à Rennes à cette époque. D'autres participent à la bataille d'Hohenlinden
En 1802, une partie du régiment est envoyé à Saint Domingue.
Le 1er mars 1804, huit compagnies partent de Caen, où on les avait réunies de divers points de la Bretagne, pour se rendre à Douai. C'était le contingent du 6e régiment pour l'armée qui se formait au camp de Boulogne. 
En 1807, affecté à la Grande Armée, il participe au siège de Neisse (Neiße).
À partir de l'année 1808, le régiment a été presque exclusivement employé aux armées d'Espagne et de Portugal et à la garde des côtes de l'ouest. Il ne restait plus, en 1809, que 3 compagnies en Allemagne. 
De 1808 à 1813, les compagnies affectées à l'armée d'Espagne ont pris part à toutes les affaires dont ce pays fut le théâtre comme, en 1808 la bataille de Vimeiro et le premier siège de Sarragosse, en 1809 le second siège de Sarragosse, en 1810 le siège de Ciudad Rodrigo, en 1811 les sièges de Bajadoz et de Tarragone et la bataille d'Albuera, en 1812 la défense de Ciudad Rodrigo et en 1813 la défense de Saint-Sébastien. 
Voici quelle était la position du corps au 1er juillet 1812 :
- 1re compagnie à l'armée d'Aragon
- 2e compagnie à Belle-Île-en-Mer
- 3e compagnie à l'armée d'Andalousie
- 4e compagnie à l'armée de Catalogne
- 5e compagnie à l'armée d'Aragon
- 6e compagnie à l'armée d'Aragon
- 7e compagnie à l'île d'Aix
- 8e compagnie à l'armée d'Aragon
- 9e compagnie à l'Île d'Oléron
- 10e compagnie à Rennes
- 11e compagnie à l'armée d'Andalousie
- 12e compagnie à l'armée de Portugal
- 13e compagnie à l'armée d'Aragon
- 14e compagnie à l'armée d'Aragon
- 15e compagnie à l'armée d'Aragon
- 16e compagnie à Belle-Île-en-Mer
- 17e compagnie à l'armée d'Aragon
- 18e compagnie à Cherbourg
- 19e compagnie à l'armée d'Andalousie
- 20e compagnie à l'armée d'Aragon
- 21e compagnie à l'armée d'Andalousie
- 22e compagnie à l'Île de France[Note 1]

Quelques compagnies ont été engagées dans la campagne de Russie et ont combattu aux batailles de La Moskova et de Krasnoi.
En 1813, les 3e, 8e, 15e et 17e compagnies sont faites prisonnières de guerre à Pampelune. La plupart des autres compagnies sont dirigées sur l'Allemagne et affectées à la Grande Armée. Elles participent aux batailles de Lützen, de Wurschen Bataille de Leipzig (10e compagnie) et de Dresde et une partie de la 7e compagnie est prise à Stettin.
En 1814, pendant la campagne de France, les compagnies sont engagées aux batailles de Fère-Champenoise et de Paris et également bataille d'Orthez (12e compagnie).
Après le retour des Bourbons, le régiment est réorganisé par les soins du général Foucher de Careil. On y incorpore la 5e compagnie de la Garde.
Le dépôt part pour Douai en février 1815, et détache aussitôt cinq compagnies qui vont s'établir à Lille, Dunkerque, Maubeuge, Valenciennes et Condé. Leur ordre de départ pour ces places était daté du 10 mars et provenait du gouvernement royal. Les 15 et 17 mars, le régiment inspirait sans doute confiance à ce gouvernement, car 10 compagnies étaient appelées à Paris. Quelques jours plus tard, le gouvernement impérial renvoyait ces dix compagnies dans le Nord.

La 12e compagnie, demeurée en Espagne jusqu'en 1814 et oubliée à Toulouse, reçut l'ordre de rallier le gros du régiment, qui fut représenté à Waterloo par 8 compagnies; 6 compagnies attachées au 1er corps, et 2 compagnies au 2e corps.
À la date du 1er août 1815, le 6e régiment d'artillerie à pied avait son dépôt et 3 compagnies à Limoges, 4 compagnies à l'armée de la Loire, 2 compagnies à Vincennes, 2 compagnies à Lille, 2 compagnies à Douai, et 1 compagnie dans chacune des places de Calais, Dunkerque, Gravelines, Arras, Condé, Valenciennes et Maubeuge. La 21e compagnie était en Guadeloupe. Les compagnies détachées furent successivement dissoutes dans les villes où elles avaient été placées. Celles qui avaient passé la Loire ont été réunies à La Rochelle où elles furent licenciées le 31 octobre 1815 par le général Berge.

### De 1816 à 1852
Le dépôt comprenant le colonel Hulot, 9 autres officiers et 110 hommes de troupe, fut renvoyé à Douai où il arriva le 16 janvier 1816. Il est immédiatement, mais lentement, procédé à l'organisation d'un nouveau 6e régiment d'artillerie à pied, qui prend le titre de « régiment de Douai ». Ce régiment, formé avec le fonds de l'ancien 6e, a été complété par l'incorporation d'une partie des canonniers renvoyés l'année précédente dans leurs foyers, et appartenant aux départements du Nord, de la Seine-Inférieure, du Calvados de l'Oise et de Seine-et-Marne.
En 1820 le « régiment de Douai » prend le nom de « 6e régiment d'artillerie à pied ».
Le régiment a occupé les garnisons de Douai, de Strasbourg en 1823.
En 1823, dans le cadre de l'expédition d'Espagne, il participe au combat de Campillo et aux sièges de Pampelune, de Santona et de Jaén.
En 1829, il prend le nom de 6e régiment d'artillerie mixte en gardant ses 13 premières compagnies, dont 6 furent transformées en batteries montées et avec les 4e, 5e et 6e compagnies du 3e régiment d'artillerie à cheval, en versant deux de ses compagnies au 1er régiment d'artillerie.
En 1826 il se trouve à Auxonne, et à Metz en 1830.
Il est le seul des régiments d'artillerie qui ait manifesté des sentiments d'indiscipline après la révolution de 1830. L'échauffourée qui eut lieu à Metz n'avait rien de politique. Elle fut due à l'agitation produite par la réorganisation et le mélange des canonniers à cheval et des canonniers à pied, et au caractère bizarre du colonel Martin Etchegoyen, qui n'avait pas su adoucir les frottements de ce mélange et qui dut quitter le commandement du régiment l'année suivante. Celui-ci n'en demeura pas moins pendant plusieurs années un corps peu recherché. 
En 1834, le 6e régiment d'artillerie envoya à Bourges une batterie à cheval, 1 batterie montée et 1 batterie à pied qui sont entrées dans la formation du 12e régiment d'artillerie.
De 1840 à 1854, le régiment envoie des compagnies en Algérie.
Il est à Strasbourg en 1831, à Lyon en 1835, Besançon en 1840, Douai en 1845, La Fère en 1847, Vincennes en 1848.

### Second Empire
Il était encore à Metz en 1854, lorsqu'il fut atteint par la fâcheuse organisation qui marque cette année. Par des motifs absolument incompréhensibles, les vieilles traditions ont été brisées[style à revoir]. La plupart des régiments changèrent de numéros, et le 6e régiment d'artillerie perdit le rang qu'il possédait depuis si longtemps.
 
Il devint le 3e régiment d'artillerie.
En 1854, le no 6 est donné au régiment de Pontonniers, que ce corps a porté jusqu'en 1867. 
En 1867, le titre de 6e régiment d'artillerie est repris par le 16e régiment d'artillerie mixte et formé à Vienne au moyen de 3 batteries du 3e régiment d'artillerie, de 3 batteries du 4e régiment d'artillerie, et de 3 batteries du 7e régiment d'artillerie, et complété par des batteries nouvelles..
Le régiment a occupé les garnisons de Vienne en 1860, de Toulouse en 1863, et de Grenoble en 1868.
- Guerre franco-prussienne de 1870
  - Bataille de Frœschwiller-Wœrth

### De 1871 à 1914
En 1872, il reçoit, 2 batteries à cheval venant des 18e et 19e régiments d'artillerie, et il cède 6 batteries montées au 19e régiment d'artillerie, 1 batterie au 24e régiment d'artillerie et 3 batteries au 29e régiment d'artillerie, en conservant 9 de ses anciennes batteries. 
En 1873, il fait partie de la 14e brigade d'artillerie, reçoit 1 batterie à cheval du 2e régiment d'artillerie, lui cède 1 batterie à pied et verse 3 batteries au 38e régiment d'artillerie.
Il est en garnison à Castres en 1874.

### Première Guerre mondiale
9 batteries de 75 sont en casernement à Valence et 2 à Grenoble.

#### Affectation
Au déclenchement de la guerre, le 6e RAC, affecté à la 14e brigade d'artillerie, constitue l'artillerie du 14e corps d'armée.
Composition : 4 groupes de 12 batteries de 75 (48 canons). Les 4 groupes ont eu des parcours différents.

#### 1916
- Bataille de Verdun, dont la défense du fort de Vaux

#### 1917
Le 1er janvier 1917, les 41e et 42e batteries de 95 du 6e groupe constitue le 3e groupe du nouveau 234e régiment d'artillerie divisionnaire à la 166e division d'infanterie du 6e corps d'armée.

#### 1918
- Bataille de Noyon
- Bataille de la Lys (1918)

### Entre-deux-guerres
Le régiment est dissout le 1er janvier 1924 et forme, avec le 86e RALT, le 192e RALT à Valence et, avec le 18e RA, le 365e RALP à Auch.

### Seconde Guerre mondiale
Le régiment est recréé à Poitiers en novembre 1939. Il est dénommé 6e régiment d'artillerie nord-africaine car affecté à la 6e division d'infanterie nord-africaine mais son personnel est entièrement français. La 6e DINA est encerclée et capturée par les Allemands à la fin de la bataille de France.

### De 1946 à nos jours
Le 6e groupe de repérage est créé en 1970 à Hettange-Grande, il hérite des traditions du 6e régiment d'artillerie et du 6e groupe autonome d'artillerie. Sa mission consiste à acquérir des objectifs et du renseignement. 
Il reprend de le nom de 6e régiment d'artillerie en 1976 et s'installe à Chaumont puis emménage à Phalsbourg en 1984.
Le 6e RA est absorbé par le 7e régiment d'artillerie en 1993.

## Étendard
Il porte, cousues en lettres d'or dans ses plis, les inscriptions suivantes :
- Valmy 1792
- Fleurus 1794
- Hohenlinden 1800
- Iéna 1806
- Saragosse 1809
- Verdun 1916
- Noyon 1918
- Roulers 1918

## Devise
J'écoute et je vois

## Personnalités ayant servi au6eRA
- Antoine François Andréossy (1761-1828) alors lieutenant en 1781
- Alexandre Berthier de Grandry (1745-1832), alors lieutenant-colonel
- Édouard Buisson d'Armandy (1794-1873), alors lieutenant en second
- Pierre Louis Auguste Caron (1774-1832), alors maréchal-des-logis le 21 nivôse an III
- André Thoreau (1899-1985), résistant français, Compagnon de la Libération.

## Sources et bibliographie
- Historique du 6e Régiment d’Artillerie
- Louis Susane : Histoire de l'artillerie Française
- Pierre Montagnon : Histoire de l'armée française
- Historiques des corps de troupe de l'armée française (1569-1900)
- Maurice Loir, Au drapeau ! Récits militaires extraits des mémoires de G. Bussière et E. Legouis, du Cte de Ségur, du maréchal Masséna, du général Vte de Pelleport,... et des journaux, 1897, 312 p. (lire en ligne), p. 297 et suivantes